# Joyce Carey
Joyce Carey (30 de marzo de 1898-28 de febrero de 1993) fue una actriz teatral y cinematográfica británica, conocida por su larga relación profesional y personal con Noël Coward. Su carrera teatral duró desde 1916 hasta 1984, y en la década de 1990 también actuó en la televisión. Aunque nunca llegó a ser una estrella, fue una figura familiar del público teatral y cinematográfico. Además de actriz de comedia ligera, tuvo un gran repertorio de papeles Shakespearianos.

## Biografía
Su verdadero nombre era Joyce Lawrence, y sus padres eran los actores Gerald Lawrence y Lilian Braithwaite. Lawrence había trabajado en la compañía Shakespeare de Henry Irving, y Braithwaite era una estrella teatral del circuito del West End londinense. Carey recibió formación teatral en la Florence Etlinger Dramatic School.
Su debut teatral tuvo lugar a los 18 años de edad, en octubre de 1916, con el papel de Princesa Catalina en una producción de Enrique V. Después se sumó a la compañía teatral de George Alexander en el Teatro St James encarnando a Jacqueline, una condesa francesa, en The Aristocrat. Tras una serie de papeles en comedias ligeras representadas en el West End, Carey se enfocó en Shakespeare, actuando en el Teatro Royal Shakespeare con los papeles de Anne Page, Perdita, Titania, Miranda y Julieta. En años siguientes añadió a su repertorio de Shakespeare los personajes de Hermia, Celia y Olivia, a la vez que continuaba sus actuaciones en comedias.
Su primera actuación en una obra de Noël Coward fue con el papel de Sarah Hurst en Easy Virtue, pieza representada en Nueva York en 1926. Durante la mayor parte de los siete años siguientes la carrera de Carey se desarrolló principalmente en Nueva York, consiguiendo un gran éxito con The Road to Rome en 1927. En 1934 escribió con seudónimo una comedia, Sweet Aloes, que se representó en Londres más de un año, y en la cual ella trabajó como actriz de reparto. En 1936 volvió a colaborar con Coward, interpretando diversos papeles en el ciclo de obras cortas del autor titulado Tonight at 8:30, y que se representó en Londres y Nueva York.
Durante la Segunda Guerra Mundial, Carey viajó en gira con John Gielgud actuando para la Entertainments National Service Association, acercando las funciones teatrales a los miembros de las fuerzas armadas. En dicha gira retomó su papel en Tonight at 8:30. 
En 1942 volvió a asociarse con Coward para representar en gira sus tres obras más recientes, This Happy Breed, Blithe Spirit, y Present Laughter, esta última en el papel de Liz, un personaje inspirado de manera parcial en la misma actriz. Más adelante actuó en esas mismas obras en Londres. Tras finalizar la Guerra, actuó en nuevas comedias de Coward, Quadrille (con Alfred Lunt y Lynn Fontanne) y Nude with Violin (con Gielgud en Londres y Coward en Nueva York).
Para el cine, Carey también interpretó obras de Coward como Breve encuentro, con Stanley Holloway, In Which We Serve y Blithe Spirit. Otras de sus películas fueron The Way to the Stars y Cry, the Beloved Country.
Como actriz televisiva, Carey trabajó entre 1976 y 1979 en la popular serie de Independent Television (ITV) The Cedar Tree.
Su último trabajo teatral, frente a Peter O'Toole, fue con el papel de Mrs Higgins en Pigmalión en 1984, aunque siguió actuando en la pantalla pasados los noventa años de edad, ganándose entusiastas críticas por su interpretación en la producción de Michael Palin para la BBC No 27.
Carey fue nombrada miembro de la Orden del Imperio Británico en 1982. Ella nunca se casó, y disfrutó de una larga amistad con Coward y sus parientes. Cuando Coward recibió su nombramiento de caballero en 1970, Carey, junto con la diseñadora Gladys Calthrop, le acompañó en la ceremonia que tuvo lugar en el Palacio de Buckingham. Joyce Carey falleció en Londres, Inglaterra, en 1993. Tenía 94 años de edad.

## Selección de su filmografía
- God and the Man (1918)
- Colonel Newcome (1920)
- Sangre, sudor y lágrimas (1942)
- Breve encuentro (1945)
- Blithe Spirit (1945)
- The October Man (1947)
- London Belongs to Me (1948)
- The Astonished Heart (1950)
- Cry, the Beloved Country (1951)
- The End of the Affair (1955)
- Loser Takes All (1956)
- Alive and Kicking (1959)
- Nearly a Nasty Accident (1961)
- The Naked Edge (1961)
- The Eyes of Annie Jones (1964)
- A Nice Girl Like Me (1969)
- Father, Dear Father (1973)
- The Black Windmill (1974)